# Melanagromyza caerulea
Melanagromyza caerulea är en tvåvingeart som beskrevs av Malloch 1913. Melanagromyza caerulea ingår i släktet Melanagromyza och familjen minerarflugor. Inga underarter finns listade i Catalogue of Life.